# أنتوني ميتشيل
أنتوني ميتشيل (بالإنجليزية: Anthony Mitchell)‏ هو لاعب كرة قدم أمريكية أمريكي، ولد في 13 ديسمبر 1974 في يونغزتاون في الولايات المتحدة.

## وصلات خارجية
- أنتوني ميتشيل على موقع مرجع كرة القدم المحترفة.كوم (الإنجليزية)